# Winston Echteld
Winston Echteld (21 april 1975) is een Surinaams zanger, songwriter en presentator op radio en televisie. Hij deed mee aan verschillende talentenjachten. In 2012 behaalde hij de derde plaats met zijn compositie Dream to happiness tijdens SuriPop XVII. In 2024 bracht hij werk uit dat is ingespeeld door het Filharmonisch Orkest van Moskou.

## Biografie
Winstond Echteld is op 21 april 1975 geboren en is Engelstalig opgevoed. Hij is familie van zangeres Lycintha Watsaam.
In 1994 deed hij als singer-songwriter mee aan een talentenjacht van het radiostation SRS. Met het nummer Atlantic star bereikte hij de finale en eindigde op de vijfde plaats. Verder deed hij twee keer mee aan Scholieren Zangfestival. Ook hier bereikte hij de finale. Loyd Goedhart van de begeleidingsband van het festival, All Sound, vroeg hem in de band mee te doen.
Begin jaren 2010 was hij verslaggever en presentator voor de radio- en televisiezender Apintie. Ook was hij een van de presentatoren van het praatprogramma M Manten Taki op de televisiezender STVS.
In 2012 zond hij zijn lied Dream to happiness in voor het componistenfestival SuriPop XVII. Het werd gezongen door Emmely Kartoredjo en bereikte de derde plaats in de finale. Hij schrijft sinds zijn jonge jaren muziek en had dit lied op zijn twaalfde geschreven en erna steeds verbeterd. Het gaat over zijn moeder die overleed toen hij drie jaar oud was. De tekst is gebaseerd op verhalen die hij van anderen had gehoord.
In 2004 trad hij op als zanger tijdens de finale van SuriPop XIII. Hij zong toen het lied I am waiting van componist Ferdinand Redan. Deze keer kwam hij niet bij de eerste drie terecht.
Rond 2023 is hij een van de zangers in het trio Crush, samen met Heliante Poeder en Arifin Djahari.
In 2021 was hij op zoek naar violisten om de strijkerssessie te spelen voor werk dat hij nog op de plank had liggen. In Nederland had hij hiervoor basistracks opgenomen. In mei van dat jaar vertelde hij zijn plan aan een Russische kennis die hem voorstelde om zijn muziek te laten horen aan de dirigent van het Filharmonisch Orkest van Moskou. De dirigent reageerde onverwacht positief. Hij vond Echtelds muziek en de zang in het Sranantongo prachtig en bood aan om niet alleen violisten in te zetten maar het werk met het hele orkest op te nemen. In april 2024 kwam zijn single Paramaribo uit op de muziek van het filharmonische orkest.